# Alaixys Romao
Pour les articles homonymes, voir Romao.
Jacques-Alaixys Romao, né le 18 janvier 1984 à L'Haÿ-les-Roses dans le département français du Val-de-Marne, est un footballeur international togolais, évoluant au poste de milieu de terrain.
Avec sa sélection, il participe à la CAN en 2006, 2013 et 2017 et à la Coupe du monde en 2006.

## Biographie

### Ses débuts
Il commence sa jeune carrière de footballeur à Bagneux, qu'il poursuit à l'Entente de la Save à Levignac-sur-Save. Adolescent, il intègre le centre de pré-formation de Castelmaurou, puis le centre de formation du Toulouse Football Club en 2001. Il joue son premier match officiel lors des 8e de finale de Coupe de France contre le petit poucet Schiltigheim le 15 février 2004 avant de quitter le club en fin de saison faute d'avoir pu rejoindre le groupe professionnel.
En 2004, il rejoint l'équipe de Louhans-Cuiseaux alors en CFA, sous les ordres de Diego Garzitto, il participe à la montée en National dès sa première saison, il deviendra d'ailleurs capitaine de l'équipe.

### Grenoble Foot 38
En juillet 2007, il signe avec le club de Grenoble Foot 38 qui évolue en Ligue 2, il joue son premier le 28 août 2007, en Coupe de la Ligue contre les chamois niortais. Alors qu'il est le troisième choix à son poste pour son entraîneur Mehmed Bazdarevic, il prend vite la place de titulaire et participe à 31 matchs pour sa première saison au niveau professionnel et il est un des grands artisans de la montée du club en Ligue 1. Durant cette saison, il marque deux buts, le 7 octobre 2007 face au FC Gueugnon, et le 7 décembre 2007 face à l'US Boulogne.
Le 9 août 2008, il joue son premier match de Ligue 1 lors de la première journée au FC Sochaux. Il est élu meilleur joueur de club par les supporters grenoblois pour la saison 2008-2009, meilleur joueur grenoblois aux étoiles France Football et 67e joueur de Ligue 1 avec 5,28 de moyenne pour la saison 2008-2009. Lors de cette saison, Jacques-Alaixys Romao est le joueur de Ligue 1 qui a commis le plus de faute avec 107 fautes pour seulement 7 cartons jaunes, ceci s'explique par son temps de jeu important de 3 273 minutes jouées.
Le 21 novembre 2009, il offre sa première passe décisive en Ligue 1 à Danijel Ljuboja qui marque le but égalisateur contre l'Olympique lyonnais. Le 30 novembre 2009 pour sa deuxième saison en Ligue 1 lors du match opposant Grenoble au Lille OSC, il est désigné capitaine de l'équipe, il sera d'ailleurs capitaine à plusieurs reprises lors de cette saison. Au terme de la saison 2009-2010, il est 90e joueur de Ligue 1 aux étoiles France Football avec 5,10 de moyenne.

### FC Lorient
Le 28 juin 2010, à un an de l'échéance de son contrat, et après avoir passé une saison difficile avec le club de Grenoble qui termine dernier du championnat de Ligue 1 et est relégué en Ligue 2, il s'engage en faveur du FC Lorient pour une durée de quatre ans, pour un transfert évalué à 1,3 million d'euros. Alors qu'il est courtisé par des clubs comme Sochaux, Toulouse, et Saint-Étienne, il se retrouve dans le discours et les objectifs proposés par les Merlus de Christian Gourcuff qui le suit depuis plusieurs saisons après avoir essayé de le transférer au mercato hivernal précédent. Alaixys débute très bien la saison 2010-2011 dans son nouveau club du FC Lorient, dès la première journée de championnat face à Auxerre, il figure dans l'équipe type du quotidien L'Équipe, et lors du deuxième match face à OGC Nice il est élu Merlu du match par les supporters Lorientais. En août 2010, il est élu joueur du mois par les supporters du FC Lorient, le trophée lui sera remis par Fernand Duchaussoy, le président de la Fédération française de football (FFF). À l'issue de la 9e journée de Ligue 1 face au Valenciennes FC, il est à nouveau nommé dans l'équipe type du journal L'Équipe. Le 27 novembre 2010, à l'occasion de la 15e journée du championnat, il marque son premier but en Ligue 1 face à Nicolas Douchez, gardien de but du Stade rennais. Le 30 avril 2011, il délivre sa première passe décisive sous le maillot des Merlus à son coéquipier Kevin Gameiro lors du match retour contre le Racing Club de Lens, le FC Lorient gagne 3-2. Au terme de la saison 2010-2011, il termine 79e joueur de Ligue 1 aux étoiles France Football avec 5,21 de moyenne.
Alors qu'il ne joue dans le Morbihan que depuis un an, le 10 septembre 2011, face à l'équipe du FC Sochaux, il est désigné capitaine en l'absence de Fabien Audard et Arnaud Le Lan non titularisés pour cette rencontre où les Merlus arracheront le nul dans les derniers instants de la rencontre grâce à un but d'Innocent Emeghara. Le 28 janvier 2012, face à Sochaux il marque son premier but de la saison et son deuxième en Ligue 1. À l'issue de la saison 2011-2012 il est le joueur ayant commis le plus de fautes du championnat, 82 fautes en 30 apparitions.

### Olympique de Marseille
Le 31 janvier 2013, dans les dernières heures du mercato hivernal, Alaixys signe un contrat de 3 ans et demi en faveur de l'Olympique de Marseille. Il portera le numéro 20. Il joue son premier match le 10 février suivant contre Evian. Au terme de la saison 2012-2013, il est 27e au classement des étoiles France Football avec une note de 5,45 et termine vice-champion de France avec l'OM.
Lors de la troisième journée de championnat 2013-2014, Alaixys figure dans l'équipe type du journal L'équipe après sa belle prestation dans le match opposant l´Olympique de Marseille au Valenciennes FC. Le 18 septembre 2013, il joue le premier match européen de sa carrière, lors de la phase de poule de Ligue des Champions contre Arsenal. Le 22 décembre suivant, lors du dernier match de la phase aller face aux Girondins de Bordeaux, il marque son premier but sous le maillot de l'Olympique de Marseille. Dès sa première saison complète sous le maillot olympien, il trouve une place de titulaire indiscutable au sein de l'effectif.
Le 4 octobre 2014, il marque son deuxième but avec l'OM sur la pelouse du SM Caen lors de la victoire 1-2. Malgré le changement d’entraîneur et la concurrence il garde sa place de titulaire, cependant il alterne entre sa position habituel de milieu défensif et le poste de défenseur central suivant la composition choisi par son entraîneur. Le club connaît une bonne première partie de saison, couronnée par un titre honorifique de champion d'automne à la trêve hivernale avant de céder en seconde partie de saison et de terminer le championnat à la 4e place.
Lors de la saison 2015-2016, il perd sa place de titulaire et joue beaucoup moins dû fait à une concurrence trop forte à son poste. Le club lui, connaît une saison difficile avec une 13e place en championnat malgré une finale de coupe de France perdue face au Paris SG lors de laquelle il n'entre pas en jeu.

### Olympiakos
Lors de l'été 2016, il s'engage en faveur de l'Olympiakos pour une durée de deux saisons. Sa première saison est compliquée, il ne prend part qu'à vingt-quatre rencontres dont onze en championnat mais est toutefois sacré champion de Grèce, le premier titre de sa carrière.
Il intègre l'équipe type la saison suivante, portant même le brassard de capitaine une quinzaine de fois en l'absence d'Alberto Botía.

### Stade de Reims
Après deux saisons en Grèce, il revient en France en signant en faveur du Stade de Reims. Titulaire indiscutable, il devient rapidement capitaine.
Le 19 septembre 2019, il joue sa 300e rencontre de Ligue 1.  Après deux saisons passées à Reims, le milieu de terrain plie bagage en juillet 2020.

### En Avant Guingamp
Libéré par le club rémois, il rejoint l'En Avant Guingamp le 20 août 2020. Le club breton a alors pour ambition de jouer les premiers rôles en Ligue 2. Il y retrouve au poste d'entraîneur son ancien coéquipier à Toulouse, Sylvain Didot, et y pallie notamment la grave blessure de Lebogang Phiri. Lors de la 29e journée, il est aligné en défense centrale par Frédéric Bompard face à l'AC Ajaccio (victoire 0-2). Donnant satisfaction à ce poste, il y est aligné jusqu'au terme de la saison. 
Ne parvenant pas à trouver d'accord autour d'une prolongation de contrat, il quitte la Bretagne pour la Grèce lors de l'été 2021 en s'engageant en faveur de l'Ionikos Nikaia.

### Équipe nationale
Il porte pour la première fois le maillot de la sélection nationale du Togo le 17 août 2005 pour un match amical contre le Maroc. Il compte à ce jour 31 sélections en matchs officiels avec les Éperviers du Togo, et a participé à la Coupe du monde 2006 en Allemagne, c'est d'ailleurs lui l'auteur de la passe décisive à Kader Coubadja Touré qui marque l'unique but togolais dans une phase finale de Coupe du monde, le 13 juin 2006 contre la Corée du Sud. Durant cette coupe du monde, il jouera également contre la Suisse mais sera suspendu pour le match contre la France.
Le 8 janvier 2010, Jacques-Alaixys se trouve dans le bus de l'équipe du Togo mitraillé par des rebelles alors qu'il franchit la frontière entre le Congo et l'Angola, où se dispute la Coupe d'Afrique (CAN 2010). L'attaque a été revendiquée par le Front pour la Libération de l'enclave de Cabinda, un mouvement armé se battant pour l'indépendance du Cabinda. Plusieurs membres du staff et deux joueurs sont blessés. Les deux joueurs en question sont le gardien de la GSI Pontivy, Kodjovi Dodji Obilalé, et le défenseur du FC Vaslui, Serge Akakpo, l'attaché de presse Stanislas Ocloo et l'entraîneur adjoint Abalo Amelete succomberont à leurs blessures. À la suite de ces événements, les éperviers se retireront de la CAN, sur décision du gouvernement togolais, et Alaixys décide de mettre en suspens sa carrière internationale. 
Le 10 octobre 2010, il sort de sa retraite internationale sur demande de la Fédération togolaise de football et du sélectionneur, pour affronter l'équipe de Tunisie dans le cadre de la 4e journée des éliminatoires de la CAN 2012 Gabon/Guinée équatoriale. Le Togo s'incline 2-1 et Alaixys est élu homme du match par les journalistes locaux.
Il participe à la CAN 2012 en Afrique du Sud dans le groupe de la mort ou figurent les équipes nationales de l'Algérie, la Tunisie et la Côte d'Ivoire, terminant second du groupe le Togo se qualifiera pour les quarts de finale où il sera tenu en échec par le Burkina Faso.
Le 29 décembre 2012 lors de la 8e édition de la cérémonie des Togo football awards, qui récompense les acteurs du football togolais, Jacques Alaixys Romao a été élu meilleur joueur togolais évoluant à l’étranger lors de la saison 2011-2012. Le Lorientais a remporté la majorité des suffrages des votes par sms devant Emmanuel Adebayor de Tottenham et Kossi Agassa de Reims.

## Statistiques
| Saison                | Club                   | Championnat           | Championnat | Championnat | Coupe nationale | Coupe nationale | Coupe de la Ligue | Coupe de la Ligue | Compétition(s) continentale(s) | Compétition(s) continentale(s) | Compétition(s) continentale(s) | Togo | Togo | Total | Total |
| Saison                | Club                   | Division              | M.          | B.          | M.              | B.              | M.                | B.                | Comp.                          | M.                             | B.                             | M.   | B.   | M.    | B.    |
| 2002-2003             | Toulouse FC            | Ligue 2               | -           | -           | 1               | 0               | -                 | -                 | -                              | -                              | -                              | -    | -    | 1     | 0     |
| 2003-2004             | Toulouse FC            | Ligue 1               | -           | -           | -               | -               | -                 | -                 | -                              | -                              | -                              | -    | -    | 0     | 0     |
| Sous-total            | Sous-total             | Sous-total            | 0           | 0           | 1               | 0               | 0                 | 0                 | -                              | 0                              | 0                              | 0    | 0    | 1     | 0     |
| 2004-2005             | CS Louhans-Cuiseaux    | CFA                   | 27          | 2           | -               | -               | -                 | -                 | -                              | -                              | -                              | -    | -    | 27    | 2     |
| 2005-2006             | CS Louhans-Cuiseaux    | National              | 24          | 2           | 3               | 1               | -                 | -                 | -                              | -                              | -                              | 13   | 0    | 40    | 3     |
| 2006-2007             | CS Louhans-Cuiseaux    | National              | 31          | 1           | 3               | 1               | -                 | -                 | -                              | -                              | -                              | 5    | 0    | 39    | 2     |
| Sous-total            | Sous-total             | Sous-total            | 82          | 5           | 6               | 2               | -                 | -                 | -                              | -                              | -                              | 18   | 0    | 106   | 7     |
| 2007-2008             | Grenoble Foot 38       | Ligue 2               | 30          | 2           | 1               | 0               | 1                 | 0                 | -                              | -                              | -                              | 4    | 0    | 36    | 2     |
| 2008-2009             | Grenoble Foot 38       | Ligue 1               | 37          | 0           | 3               | 0               | -                 | -                 | -                              | -                              | -                              | 7    | 0    | 47    | 0     |
| 2009-2010             | Grenoble Foot 38       | Ligue 1               | 29          | 0           | 2               | 0               | -                 | -                 | -                              | -                              | -                              | 3    | 0    | 34    | 0     |
| Sous-total            | Sous-total             | Sous-total            | 96          | 2           | 6               | 0               | 1                 | 0                 | -                              | -                              | -                              | 14   | 0    | 117   | 2     |
| 2010-2011             | FC Lorient             | Ligue 1               | 33          | 1           | 2               | 1               | 2                 | 0                 | -                              | -                              | -                              | 2    | 0    | 39    | 2     |
| 2011-2012             | FC Lorient             | Ligue 1               | 32          | 1           | 1               | 1               | 4                 | 0                 | -                              | -                              | -                              | 7    | 0    | 44    | 2     |
| 2012-2013             | FC Lorient             | Ligue 1               | 18          | 0           | -               | -               | 1                 | 0                 | -                              | -                              | -                              | 6    | 0    | 25    | 0     |
| Sous-total            | Sous-total             | Sous-total            | 83          | 2           | 3               | 2               | 7                 | 0                 | -                              | -                              | -                              | 15   | 0    | 108   | 4     |
| 2012-2013             | Olympique de Marseille | Ligue 1               | 15          | 0           | 1               | 0               | -                 | -                 | -                              | -                              | -                              | 3    | 0    | 19    | 0     |
| 2013-2014             | Olympique de Marseille | Ligue 1               | 36          | 1           | 2               | 0               | 2                 | 0                 | C1                             | 5                              | 0                              | -    | -    | 45    | 1     |
| 2014-2015             | Olympique de Marseille | Ligue 1               | 32          | 2           | 1               | 0               | -                 | -                 | -                              | -                              | -                              | 6    | 0    | 39    | 2     |
| 2015-2016             | Olympique de Marseille | Ligue 1               | 23          | 1           | 3               | 0               | 2                 | 0                 | C3                             | 5                              | 0                              | 5    | 0    | 38    | 1     |
| Sous-total            | Sous-total             | Sous-total            | 106         | 4           | 7               | 0               | 4                 | 0                 | -                              | 10                             | 0                              | 14   | 0    | 141   | 4     |
| 2016-2017             | Olympiakos             | Superleague           | 11          | 1           | 6               | 2               | -                 | -                 | C3                             | 7                              | 0                              | 7    | 0    | 31    | 3     |
| 2017-2018             | Olympiakos             | Superleague           | 24          | 2           | 2               | 0               | -                 | -                 | C1                             | 10                             | 1                              | -    | -    | 36    | 3     |
| Sous-total            | Sous-total             | Sous-total            | 35          | 3           | 8               | 2               | -                 | -                 | -                              | 17                             | 1                              | 7    | 0    | 67    | 6     |
| 2018-2019             | Stade de Reims         | Ligue 1               | 36          | 0           | 1               | 0               | -                 | -                 | -                              | -                              | -                              | 1    | 0    | 38    | 0     |
| 2019-2020             | Stade de Reims         | Ligue 1               | 22          | 0           | -               | -               | 3                 | 0                 | -                              | -                              | -                              | -    | -    | 25    | 0     |
| Sous-total            | Sous-total             | Sous-total            | 58          | 0           | 1               | 0               | 3                 | 0                 | -                              | -                              | -                              | 1    | 0    | 63    | 0     |
| 2020-2021             | EA Guingamp            | Ligue 2               | 35          | 0           | -               | -               | -                 | -                 | -                              | -                              | -                              | -    | -    | 35    | 0     |
| Sous-total            | Sous-total             | Sous-total            | 35          | 0           | -               | -               | -                 | -                 | -                              | -                              | -                              | -    | -    | 35    | 0     |
| 2021-2022             | Ionikos Nikaia         | Superleague           | 30          | 1           | -               | -               | -                 | -                 | -                              | -                              | -                              | 8    | 0    | 38    | 1     |
| 2022-2023             | Ionikos Nikaia         | Superleague           | 31          | 0           | -               | -               | -                 | -                 | -                              | -                              | -                              | 4    | 0    | 35    | 0     |
| Sous-total            | Sous-total             | Sous-total            | 61          | 1           | -               | -               | -                 | -                 | -                              | -                              | -                              | 12   | 0    | 73    | 1     |
| 2023-2024             | GS Kallithéa           | Superleague 2         | 17          | 0           | 4               | 0               | -                 | -                 | -                              | -                              | -                              | 6    | 0    | 27    | 0     |
| 2024-2025             | GS Kallithéa           | Superleague           | -           | -           | 1               | 0               | -                 | -                 | -                              | -                              | -                              | -    | -    | 1     | 0     |
| Total sur la carrière | Total sur la carrière  | Total sur la carrière | 573         | 17          | 37              | 6               | 16                | 0                 | -                              | 27                             | 1                              | 87   | 0    | 740   | 24    |

### Liste des matches internationaux
| Matches internationaux de Alaixys Romao | Matches internationaux de Alaixys Romao | Matches internationaux de Alaixys Romao                     | Matches internationaux de Alaixys Romao | Matches internationaux de Alaixys Romao | Matches internationaux de Alaixys Romao | Matches internationaux de Alaixys Romao                              |
|                                         | Date                                    | Lieu                                                        | Adversaire                              | Résultat                                | Compétition                             | Notes                                                                |
| --------------------------------------- | --------------------------------------- | ----------------------------------------------------------- | --------------------------------------- | --------------------------------------- | --------------------------------------- | -------------------------------------------------------------------- |
| 1.                                      | 17 août 2005                            | Stade Robert-Diochon, Le Petit-Quevilly, France             | Maroc                                   | 0 - 1                                   | Match amical                            | Titulaire.                                                           |
| 2.                                      | 4 septembre 2005                        | Stade de Kégué, Lomé, Togo                                  | Liberia                                 | 3 - 0                                   | Qualification mondial 2006              | Titulaire et remplacé par Robert Soulieman à la 34e minute de jeu.   |
| 3.                                      | 8 octobre 2005                          | Stade Alphonse-Massamba-Débat, Brazzaville, Congo           | Congo                                   | 2 - 3                                   | Qualification mondial 2006              | Titulaire.                                                           |
| 4.                                      | 11 novembre 2005                        | Stade Azadi, Téhéran, Iran                                  | Paraguay                                | 4 - 2                                   | Match amical                            | Titulaire.                                                           |
| 5.                                      | 13 novembre 2005                        | Stade Azadi, Téhéran, Iran                                  | Iran                                    | 2 - 0                                   | Match amical                            | Titulaire.                                                           |
| 6.                                      | 11 janvier 2006                         | Stade Mustapha-Ben-Jannet, Monastir, Tunisie                | Ghana                                   | 0 - 1                                   | Match amical                            | Titulaire et remplacé par Haliru Alidu à la 46e minute de jeu.       |
| 7.                                      | 21 janvier 2006                         | Military Academy Stadium, Le Caire, Égypte                  | RD Congo                                | 0 - 2                                   | CAN 2006                                | Titulaire et remplacé par Moustapha Salifou à la 55e minute de jeu.  |
| 8.                                      | 25 janvier 2006                         | Military Academy Stadium, Le Caire, Égypte                  | Cameroun                                | 0 - 2                                   | CAN 2006                                | Entre en jeu à la place de Yao Junior Sènaya à la 80e minute de jeu. |
| 9.                                      | 29 janvier 2006                         | Military Academy Stadium, Le Caire, Égypte                  | Angola                                  | 2 - 3                                   | CAN 2006                                | Titulaire et remplacé par Yao Aziawonou à la 60e minute de jeu.      |
| 10.                                     | 14 mai 2006                             | Stade de Fortuna Sittard, Sittard, Pays-Bas                 | Arabie saoudite                         | 1 - 0                                   | Match amical                            | Entre en jeu à la place de Yao Aziawonou à la 55e minute de jeu.     |
| 11.                                     | 2 juin 2006                             | Rheinpark Stadion, Vaduz, Liechtenstein                     | Liechtenstein                           | 0 - 1                                   | Match amical                            | Titulaire.                                                           |
| 12.                                     | 13 juin 2006                            | FIFA WM Stadion Francfort, Francfort-sur-le-Main, Allemagne | Corée du Sud                            | 1 - 2                                   | Coupe du monde 2006                     | Titulaire.                                                           |
| 13.                                     | 19 juin 2006                            | Signal Iduna Park, Dortmund, Allemagne                      | Suisse                                  | 0 - 2                                   | Coupe du monde 2006                     | Titulaire.                                                           |
| 14.                                     | 15 août 2006                            | Griffin Park, Brentford, Angleterre                         | Ghana                                   | 2 - 0                                   | Match amical                            | Titulaire.                                                           |
| 15.                                     | 3 septembre 2006                        | Stade de Kégué, Lomé, Togo                                  | Bénin                                   | 2 - 1                                   | Qualification CAN 2008                  | Titulaire et remplacé par Poul Adado à la 61e minute de jeu.         |
| 16.                                     | 7 octobre 2006                          | Stade du 26-Mars, Bamako, Mali                              | Mali                                    | 1 - 0                                   | Qualification CAN 2008                  | Titulaire.                                                           |
| 17.                                     | 24 mars 2007                            | Stade de Kégué, Lomé, Togo                                  | Sierra Leone                            | 3 - 1                                   | Qualification CAN 2008                  | Titulaire.                                                           |
| 18.                                     | 3 juin 2007                             | Brookfields National Stadium, Freetown, Sierra Leone        | Sierra Leone                            | 0 - 1                                   | Qualification CAN 2008                  | Titulaire.                                                           |
| 19.                                     | 12 octobre 2007                         | Stade de Kégué, Lomé, Togo                                  | Mali                                    | 0 - 2                                   | Qualification CAN 2008                  | Titulaire.                                                           |
| 20.                                     | 25 mars 2008                            | Stade Déjerine, Paris, France                               | Guinée                                  | 2 - 0                                   | Match amical                            | Titulaire.                                                           |
| 21.                                     | 31 mai 2008                             | Accra Sports Stadium, Accra, Ghana                          | Zambie                                  | 1 - 0                                   | Qualification mondial 2010              | Titulaire.                                                           |
| 22.                                     | 8 juin 2008                             | Somhlolo National Stadium, Lobamba, Eswatini                | Eswatini                                | 2 - 1                                   | Qualification mondial 2010              | Titulaire.                                                           |
| 23.                                     | 20 août 2008                            | Stade Jean-Bruck, Dreux, France                             | RD Congo                                | 2 - 1                                   | Match amical                            | Titulaire.                                                           |
| 24.                                     | 10 septembre 2008                       | Konkola Stadium, Chililabombwe, Zambie                      | Zambie                                  | 1 - 0                                   | Qualification mondial 2010              | Titulaire.                                                           |
| 25.                                     | 11 octobre 2008                         | Accra Sports Stadium, Accra, Ghana                          | Eswatini                                | 6 - 0                                   | Qualification mondial 2010              | Titulaire.                                                           |
| 26.                                     | 11 février 2009                         | Stade Amable-et-Micheline-Lozai, Le Petit-Quevilly, France  | Burkina Faso                            | 2 - 0                                   | Match amical                            | Titulaire.                                                           |
| 27.                                     | 28 mars 2009                            | Accra Sports Stadium, Accra, Ghana                          | Cameroun                                | 1 - 0                                   | Qualification mondial 2010              | Titulaire.                                                           |
| 28.                                     | 6 juin 2009                             | Stade Omar-Bongo, Libreville, Gabon                         | Gabon                                   | 3 - 0                                   | Qualification mondial 2010              | Titulaire.                                                           |
| 29.                                     | 20 juin 2009                            | Complexe sportif Moulay-Abdallah, Rabat, Maroc              | Maroc                                   | 0 - 0                                   | Qualification mondial 2010              | Titulaire.                                                           |
| 30.                                     | 6 septembre 2009                        | Stade de Kégué, Lomé, Togo                                  | Maroc                                   | 1 - 1                                   | Qualification mondial 2010              | Titulaire.                                                           |
| 31.                                     | 10 octobre 2009                         | Stade Ahmadou-Ahidjo, Yaoundé, Cameroun                     | Cameroun                                | 3 - 0                                   | Qualification mondial 2010              | Titulaire.                                                           |
| 32.                                     | 14 novembre 2009                        | Stade de Kégué, Lomé, Togo                                  | Gabon                                   | 1 - 0                                   | Qualification mondial 2010              | Titulaire.                                                           |
| 33.                                     | 10 octobre 2010                         | Stade de Kégué, Lomé, Togo                                  | Tunisie                                 | 1 - 2                                   | Qualification CAN 2012                  | Titulaire.                                                           |
| 34.                                     | 8 février 2011                          | Bosuilstadion, Anvers, Belgique                             | Ghana                                   | 4 - 1                                   | Match amical                            | Titulaire et remplacé par Claude Videgla à la 46e minute de jeu.     |
| 35.                                     | 4 septembre 2011                        | Stade de Kégué, Lomé, Togo                                  | Botswana                                | 1 - 0                                   | Qualification CAN 2012                  | Titulaire.                                                           |
| 36.                                     | 8 octobre 2011                          | Stade olympique, Radès, Tunisie                             | Tunisie                                 | 2 - 0                                   | Qualification CAN 2012                  | Titulaire.                                                           |
| 37.                                     | 11 novembre 2011                        | Estádio Lino Correia, Bissau, Guinée-Bissau                 | Guinée-Bissau                           | 1 - 1                                   | Qualification mondial 2014              | Titulaire.                                                           |
| 38.                                     | 15 novembre 2011                        | Stade de Kégué, Lomé, Togo                                  | Guinée-Bissau                           | 1 - 0                                   | Qualification mondial 2014              | Titulaire.                                                           |
| 39.                                     | 29 février 2012                         | Nyayo National Stadium, Nairobi, Kenya                      | Kenya                                   | 2 - 0                                   | Qualification CAN 2013                  | Titulaire.                                                           |
| 40.                                     | 3 juin 2012                             | Stade de Kégué, Lomé, Togo                                  | Libye                                   | 1 - 1                                   | Qualification mondial 2014              | Titulaire.                                                           |
| 41.                                     | 10 juin 2012                            | Stade des Martyrs, Kinshasa, RD Congo                       | RD Congo                                | 2 - 0                                   | Qualification mondial 2014              | Titulaire.                                                           |
| 42.                                     | 8 septembre 2012                        | Stade Général Kérékou, Cotonou, Bénin                       | Gabon                                   | 1 - 1                                   | Qualification CAN 2013                  | Titulaire.                                                           |
| 43.                                     | 14 octobre 2012                         | Stade de Kégué, Lomé, Togo                                  | Gabon                                   | 2 - 1                                   | Qualification CAN 2013                  | Titulaire.                                                           |
| 44.                                     | 14 novembre 2012                        | Stade Mohammed-V, Casablanca, Maroc                         | Maroc                                   | 0 - 1                                   | Qualification CAN 2013                  | Entre en jeu à la place de Senah Mango à la 51e minute de jeu.       |
| 45.                                     | 22 janvier 2013                         | Stade Royal Bafokeng, Rustenburg, Afrique du Sud            | Côte d'Ivoire                           | 2 - 1                                   | CAN 2013                                | Titulaire.                                                           |
| 46.                                     | 26 janvier 2013                         | Stade Royal Bafokeng, Rustenburg, Afrique du Sud            | Algérie                                 | 0 - 2                                   | CAN 2013                                | Titulaire.                                                           |
| 47.                                     | 30 janvier 2013                         | Stade Mbombela, Nelspruit, Afrique du Sud                   | Tunisie                                 | 1 - 1                                   | CAN 2013                                | Titulaire.                                                           |
| 48.                                     | 3 février 2013                          | Stade Mbombela, Nelspruit, Afrique du Sud                   | Burkina Faso                            | 1 - 0                                   | CAN 2013                                | Titulaire.                                                           |
| 49.                                     | 23 mars 2013                            | Stade Ahmadou-Ahidjo, Yaoundé, Cameroun                     | Cameroun                                | 2 - 1                                   | Qualification mondial 2014              | Titulaire.                                                           |
| 50.                                     | 9 juin 2013                             | Stade de Kégué, Lomé, Togo                                  | Cameroun                                | 0 - 3                                   | Qualification mondial 2014              | Titulaire.                                                           |
| 51.                                     | 5 septembre 2014                        | Stade Mohammed-V, Casablanca, Maroc                         | Guinée                                  | 2 - 1                                   | Qualification CAN 2015                  | Titulaire.                                                           |
| 52.                                     | 10 septembre 2014                       | Stade de Kégué, Lomé, Togo                                  | Ghana                                   | 2 - 3                                   | Qualification CAN 2015                  | Titulaire.                                                           |
| 53.                                     | 11 octobre 2014                         | Mandela Stadium, Kampala, Ouganda                           | Ouganda                                 | 0 - 1                                   | Qualification CAN 2015                  | Titulaire.                                                           |
| 54.                                     | 15 octobre 2014                         | Stade de Kégué, Lomé, Togo                                  | Ouganda                                 | 1 - 0                                   | Qualification CAN 2015                  | Titulaire.                                                           |
| 55.                                     | 19 novembre 2014                        | Tamale Stadium, Tamale, Ghana                               | Ghana                                   | 3 - 1                                   | Qualification CAN 2015                  | Titulaire.                                                           |
| 56.                                     | 28 mars 2015                            | Stade George-V, Curepipe, Maurice                           | Maurice                                 | 1 - 1                                   | Match amical                            | Titulaire.                                                           |
| 57.                                     | 12 novembre 2015                        | Stade de Kégué, Lomé, Togo                                  | Ouganda                                 | 0 - 1                                   | Qualification mondial 2018              | Titulaire.                                                           |
| 58.                                     | 25 mars 2016                            | Stade de Kégué, Lomé, Togo                                  | Tunisie                                 | 1 - 0                                   | Qualification CAN 2017                  | Titulaire.                                                           |
| 59.                                     | 29 mars 2016                            | Stade Mustapha-Ben-Jannet, Monastir, Tunisie                | Tunisie                                 | 0 - 0                                   | Qualification CAN 2017                  | Titulaire et remplacé par Jonathan Ayité à la 68e minute de jeu.     |
| 60.                                     | 27 mai 2016                             | Stade de Kégué, Lomé, Togo                                  | Zambie                                  | 1 - 0                                   | Match amical                            | Titulaire.                                                           |
| 61.                                     | 5 juin 2016                             | Antoinette Tubman Stadium, Monrovia, Liberia                | Liberia                                 | 2 - 2                                   | Qualification CAN 2017                  | Titulaire et remplacé par Prince Segbefia à la 75e minute de jeu.    |
| 62.                                     | 4 octobre 2016                          | Stade de Kégué, Lomé, Togo                                  | Ouganda                                 | 1 - 0                                   | Match amical                            | Titulaire et remplacé par Franco Atchou à la 76e minute de jeu.      |
| 63.                                     | 9 octobre 2016                          | Stade de Kégué, Lomé, Togo                                  | Mozambique                              | 2 - 0                                   | Match amical                            | Titulaire et remplacé par Henri Eninful à la 46e minute de jeu.      |
| 64.                                     | 11 novembre 2016                        | Stade olympique, Tunis, Tunisie                             | Comores                                 | 2 - 2                                   | Match amical                            | Titulaire.                                                           |
| 65.                                     | 15 novembre 2016                        | Grand stade, Marrakech, Maroc                               | Maroc                                   | 2 - 1                                   | Match amical                            | Titulaire et remplacé par Henri Eninful à la 72e minute de jeu.      |
| 66.                                     | 16 janvier 2017                         | Stade d'Oyem, Oyem, Gabon                                   | Côte d'Ivoire                           | 0 - 0                                   | CAN 2017                                | Titulaire.                                                           |
| 67.                                     | 20 janvier 2017                         | Stade d'Oyem, Oyem, Gabon                                   | Maroc                                   | 3 - 1                                   | CAN 2017                                | Titulaire.                                                           |
| 68.                                     | 24 janvier 2017                         | Stade de Port-Gentil, Port-Gentil, Gabon                    | RD Congo                                | 3 - 1                                   | CAN 2017                                | Entre en jeu à la place de Razak Boukari à la 78e minute de jeu.     |
| 69.                                     | 24 mars 2019                            | Stade Général Kérékou, Cotonou, Bénin                       | Bénin                                   | 2 - 1                                   | Qualification CAN 2019                  | Titulaire.                                                           |
| 70.                                     | 9 octobre 2021                          | Stade de Kégué, Lomé, Togo                                  | Togo                                    | 1 - 1                                   | Qualification mondial 2022              | Titulaire et remplacé par Elom Nya-Vedji à la 46e minute de jeu.     |
| 71.                                     | 12 octobre 2021                         | Stade Alphonse-Massamba-Débat, Brazzaville, Congo           | Congo                                   | 1 - 2                                   | Qualification mondial 2022              | Titulaire.                                                           |
| 72.                                     | 11 novembre 2021                        | Stade de Kégué, Lomé, Togo                                  | Sénégal                                 | 1 - 1                                   | Qualification mondial 2022              | Titulaire et remplacé par Franco Atchou à la 66e minute de jeu.      |
| 73.                                     | 15 novembre 2021                        | Orlando Stadium, Soweto, Afrique du Sud                     | Namibie                                 | 0 - 1                                   | Qualification mondial 2022              | Titulaire et remplacé par Franco Atchou à la 83e minute de jeu.      |

## Palmarès
Olympiakos
- Championnat de Grèce (1)
  - Champion : 2017

 Olympique de Marseille
- Championnat de France
  - Vice-champion : 2013

- Coupe de France
  - Finaliste : 2016